# Probusto
Il probusto è un insaccato a base di carne di maiale, del tutto simile al würstel di origine tedesca, anzi può essere considerato una vera e propria versione italiana del famoso insaccato.

## Produzione
Si produce in Trentino e propriamente in Vallagarina ed è ottenuto da carne di maiale insaporita con varie spezie, da mangiare sia cotto in acqua che alla piastra.
È presente in molte ricette tipiche trentine già a partire dal 1700.

## Preparazione
La carne di maiale fresca viene preparata per la prima macinazione, macinata e aggiunta alle spezie previste, emulsionata e insaccata in budello naturale che conferisce al prodotto la caratteristica fragranza.

Il prodotto viene posto in apposito locale per l'asciugatura, quindi viene affumicato per breve tempo, utilizzando l'apposito truciolato di legni vari per conferire il gusto desiderato e poi cotto al vapore.